# Герасимов, Евгений Викторович
Евгений Викторович Герасимов (27 марта 1968, Легница, Польша) — советский и российский футболист, защитник.

## Карьера
Воспитанник ленинградского футбола. В 1986 году попал в местный «Зенит», в течение трёх лет выступал за дубль, в основной команде сыграл три матча — в 1987 году. Следующие 4 года провёл в «Динамо», в 1993 году вернулся в «Зенит», в апреле следующего года перешёл в рыбинский «Вымпел» из второй лиги. С 1995 года — в «Текстильщике» Камышин, в высшей лиге провёл 33 игры, забил 1 гол. С 1998 года, после распада команды, играл в «Факеле» Воронеж (1998), ФК «Балаково» (1999), «Металлург» Липецк (2000). В 2002 году перешёл в новообразованный клуб «Петротрест», в котором в следующем году завершил профессиональную карьеру, был капитаном команды.